# Bartosz Białkowski
Bartosz Marek Białkowski (Braniewo, 1987. július 6. –) lengyel válogatott labdarúgókapus, az Ipswich Town játékosa.

## Pályafutása

### Klubcsapatban
Pályafutását az Olimpia Elblągban kezdte a 2002–03-as szezonban. 2003-ban a Górnik Zabrze csapatához került, ahol három szezont védett. 2006-ban Angliába, a Southampton csapatához szerződött, itt azonban nem kapott túl sok lehetőséget, ezért több alkalommal is kölcsönadták, így játszott az Ipswich Town és a Barnsley együtteseiben is. 
2012 és 2014 között a Notts County kapuját védte 84 mérkőzésen. 2014-ben az Ipswich Town szerződtette, mellyel két éves szerződést kötött.

### A válogatottban
2005 és 2007 között 6 alkalommal lépett pályára a lengyel U21-es válogatottban. A lengyel válogatottban 2018. március 23-án debütált egy Nigéria elleni 1–0-s vereség alkalmával.
Nevezték a 2018-as világbajnokságon részt vevő válogatott 23-as keretébe.

## Sikerei, díjai
Southampton
- Football League Trophy (1): 2009–10

## Külső hivatkozások
- Bartosz Białkowski adatlapja a National-Football-Teams.com oldalon (angolul)

- Bartosz Białkowski (lengyel nyelven). 90minut.pl
- Bartosz Białkowski (francia nyelven). FootballDatabase.eu
- Bartosz Białkowski (angol nyelven). soccerway.com
- Bartosz Białkowski (angol nyelven). scoresway.com. [2018. július 9-i dátummal az eredetiből archiválva]. (Hozzáférés: 2018. június 22.)